# Synagoga ve Frýdku
Frýdecká synagoga začala být podle plánů frenštátského architekta Ambrože Zapletala stavěna v maurském stylu roku 1864, brzy po založení židovského náboženského spolku ve Frýdku, a roku 1865 byla slavnostně vysvěcena těšínským rabínem Samuelem Friedmannem. Nacházela se blízko zámku v místech dnešní Revoluční ulice.
V červnu 1939 však byla synagoga nacisty vypálena a několik let chátrala, její rozvaliny se stávaly nebezpečné, až se nakonec rozhodlo o jejím stržení.